# Ахундов, Тофик Гусейнович
Тофик Гусейнович Ахундов (азерб. Tofiq Hüseyn oğlu Axundov; род. 28 ноября 1941, Баку, Азербайджанская ССР, СССР) — российский артист цирка, автор шоу с бегемотами, работает в «Росгосцирке». Заслуженный артист Российской Федерации (2001) и Азербайджанской ССР (1977). Народный артист Российской Федерации (2012) и Азербайджанской ССР (1989).

## Биография
Родился 28 ноября 1941 года в Баку в семье, где только отец Гусейн Ахундов имел отношение к искусству — работал художником на «Мосфильме».
Работает в «Росгосцирке» с 1965 года сразу после окончания Государственного училища циркового и эстрадного искусства Своим шоу Тофик Гусейнович занимается уже более 30 лет: бегемотов Яну, Злата и Аиду и ещё одного бегемота (позже его он отдал в сочинский аквариум) приобрел годовалыми в сафари-парке Рамат-Ган в Израиле. Транспортным самолетом Ан-12 будущих артистов доставили в Москву.
С трио питомцев и аттракционом под названием «Гиппопотамус Шоу» объездил много стран Европы и Азии. В работе ему помогает жена Людмила.

## Награды
- Заслуженный артист Российской Федерации (Указ Президента РФ от 23 декабря 2001 года № 1473).[5]
- Народный артист Российской Федерации (Указ Президента РФ от 21 марта 2012 года № 315).[6]
- Заслуженный артист Азербайджанской ССР (Указ Президиума ВС АзССР от 18 марта 1977 года).
- Народный артист Азербайджанской ССР (Указ Президиума ВС АзССР от 17 мая 1989 года).